# 1749 en musique classique
| \| • Retour à la chronologie générale de la musique classique • \| |
| Grèce • Rome • Haut Moyen Âge • VIIIe siècle • IXe siècle • Xe siècle • XIe siècle XIIe siècle • XIIIe siècle • XIVe siècle • XVe siècle • XVIe siècle • XVIIe siècle XVIIIe siècle • XIXe siècle • XXe siècle • XXIe siècle |
| • Retour à la chronologie générale de la musique classique • |

| Années en musique classique : 1746 - 1747 - 1748 - 1749 - 1750 - 1751 - 1752    |
| Décennies en musique classique : 1710 - 1720 - 1730 - 1740 - 1750 - 1760 - 1770 |

## Événements

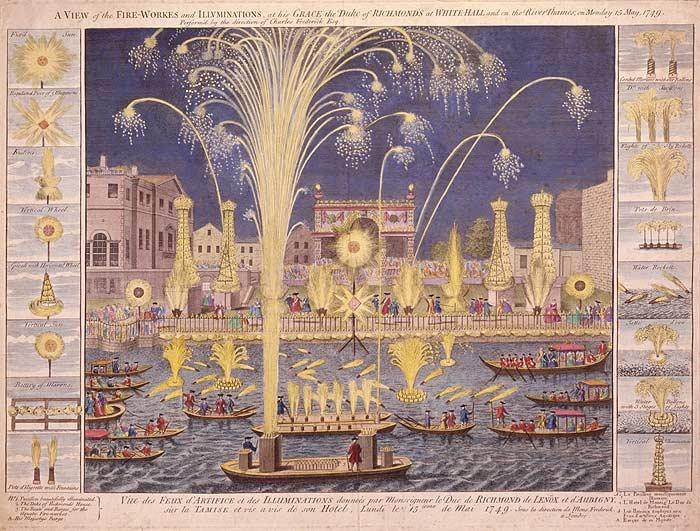
15 mai : Musique pour les feux d'artifice royaux

- 10 février : première représentation de Susanna, oratorio de Georg Friedrich Haendel.
- 17 mars : première représentation de Solomon, oratorio de Georg Friedrich Haendel.
- 22 avril : Naïs « Opéra pour la Paix » de Jean-Philippe Rameau.
- 27 avril : Musique pour les feux d'artifice royaux de Georg Friedrich Haendel, est présentée à Londres.
- 5 décembre : création de Zoroastre, tragédie lyrique de Jean-Philippe Rameau.
- Messe en si, de Jean-Sébastien Bach.
- L'Art de la fugue, de Jean-Sébastien Bach.

## Naissances

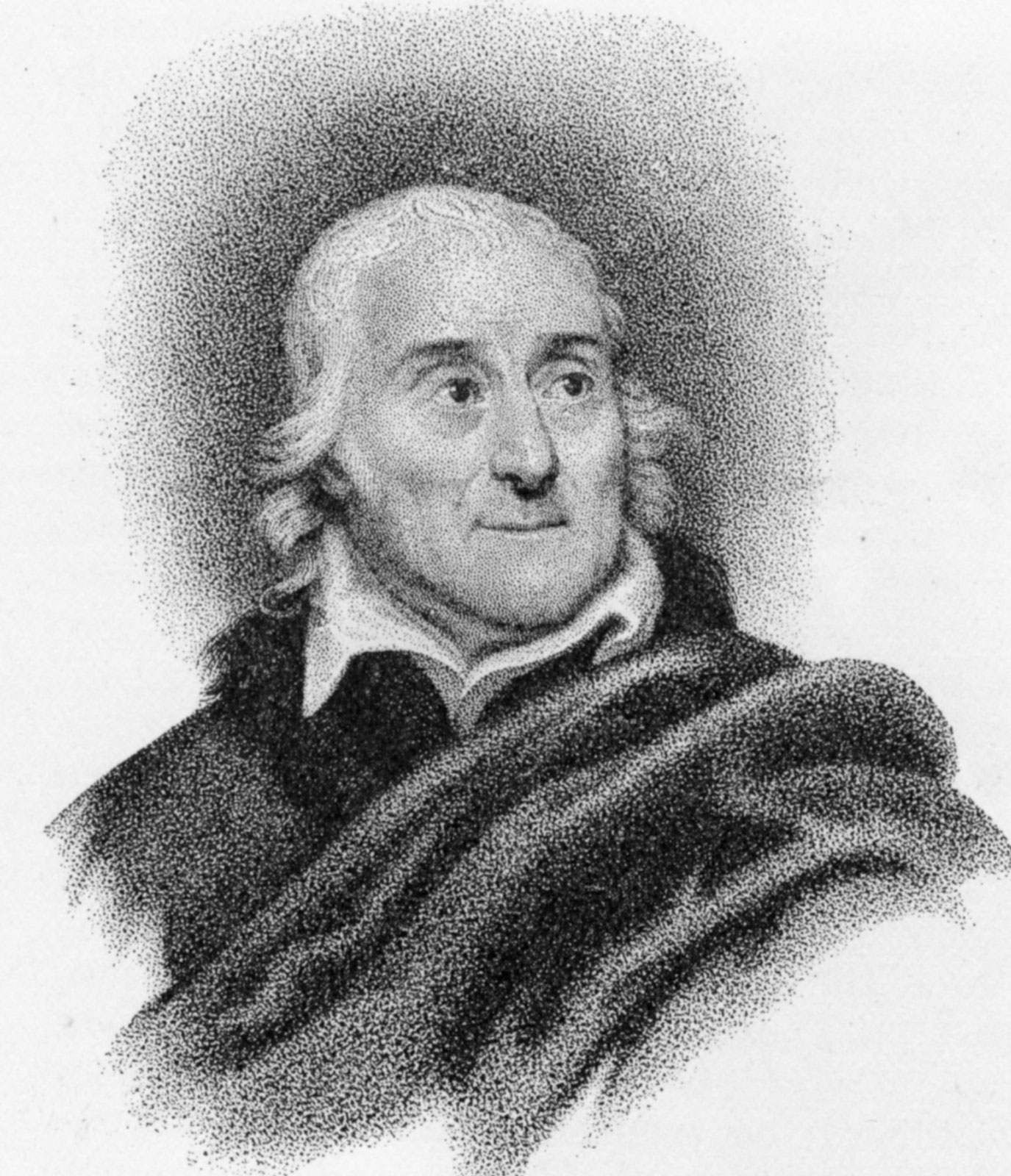
Lorenzo da Ponte

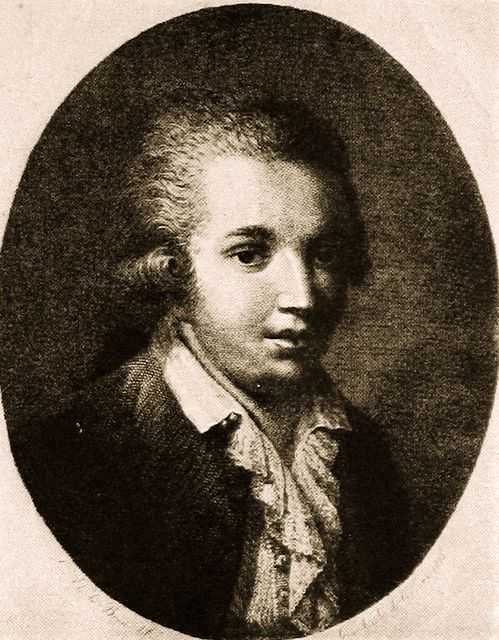
Domenico Cimarosa

- 20 janvier : Gertrude Elisabeth Mara, soprano allemande († 20 janvier 1833).
- 22 février : Johann Nikolaus Forkel, organiste et historiographe allemand († 20 mars 1818).
- 10 mars : Lorenzo da Ponte, poète et librettiste italien († 17 août 1838).
- 24 mars : Bernard Jumentier, compositeur et maître de chapelle français († 17 décembre 1829).
- 5 mai : Jean-Frédéric Edelmann, claveciniste, pianiste et compositeur français († 17 juillet 1794).
- 21 avril : Johann Michael Malzat, compositeur et violoncelliste autrichien († 13 mai 1787).
- 15 juin : Georg Joseph Vogler, compositeur allemand († 6 mai 1814).
- 26 juin : Louis Joseph Saint-Amans, compositeur français († 1820).
- 4 octobre : Jean-Louis Duport, violoncelliste français († 7 septembre 1819).
- 8 octobre : Rosalie Levasseur, cantatrice française († 6 mai 1826).
- 10 octobre : 
  - Johann Friedrich Ernst Benda,  musicien et compositeur allemand († 24 février 1785).
  - Heinrich Christoph Koch,  théoricien de la musique et un lexicographe allemand († 19 mars 1816).
- 17 décembre : Domenico Cimarosa, compositeur italien († 11 janvier 1801).

## Décès
- 7 février : André-Cardinal Destouches, compositeur français (° 6 avril 1672).
- 21 mars : Marie Pélissier, cantatrice française (° 1707).
- 11 juin : Johann Bernhard Bach, compositeur et organiste allemand (° 23 mai 1676).
- 7 septembre : Johann Jacob Heidegger, personnalité de l'opéra (° 16 juin 1659).
- 26 octobre : Louis-Nicolas Clérambault, compositeur français (° 19 décembre 1676).
- 19 novembre : Carl Heinrich Biber, compositeur et violoniste autrichien (° 4 septembre 1681).
- 27 novembre : Gottfried Heinrich Stölzel, maître de chapelle, compositeur et théoricien de la musique allemand (° 13 janvier 1690).
- 19 décembre : Francesco Antonio Bonporti, prêtre, violoniste et compositeur italien (° 11 juin 1672).